# Rosario, Sinaloa
Rosario là một đô thị thuộc bang Sinaloa, México. Năm 2005, dân số của đô thị này là 47394 người.